# 社会構築主義
社会構築主義（しゃかいこうちくしゅぎ、英: social constructionism）とは、ある事柄に対して、社会的に作られたものと考え、それを変更可能だとみなす立場。構築主義とも呼ぶ。逆に、ある事柄に対して、変更不可能な性質だと見なす立場を本質主義と呼ぶ。例えば「男女差」を、「生物学的なモノ」と考えるのは本質主義、「社会的に構築されたもの」とするのが社会構築主義的な考えである。
ピーター・L・バーガーとトーマス・ルックマンによる1966年の著書『現実の社会的構成』によりアメリカで有名になった。シュッツ、バーガー、ルックマンらの現象学的社会学、ハロルド・ガーフィンケルらのエスノメソドロジー、グラムシのヘゲモニー論やフーコーの権力理論などに想を受けた最近の社会学流派のことを一括してこう呼ぶ。社会的構築主義、社会構成主義ともいう。

## 構築主義の理論
社会構築主義の焦点は、個人や集団がみずからの認知する現実の構築にどのように関与しているかを明らかにすることである。このため、さまざまな社会現象が人々によってどのように創造され、制度化され、慣習化していくかが問われることになる。社会的に構築された現実は、絶え間なく変化していく動的な過程として捉えられる。現実を人々が解釈し、認識するにつれて、現実そのものが再生産されるのである。バーガーとルックマンによれば、全ての認識は、日常生活の常識扱いされ軽視されているものまで含めて、社会的相互作用を基にして構築され、維持される。人々は相互作用を通じて、互いの現実認知が関連していることを理解する。そして、この理解に立って行動する時、人々が共通して持っている現実認知が強化される。この常識化した認識が人々によって取り決められると、意味や社会制度が客観的現実の一部として現れるようになる。この意味で、現実とは社会的に構築されたものである。
社会的構築主義に立つ理論家にとって、社会的構築物とは、それを受け容れている人々にとっては自然で明白なものに思えるが、実際には特定の文化や社会で人工的に造られたにすぎない観念を指す。

## 社会構築主義理論史

### 前史
伝統的な知識社会学理論に従うなら、ある社会階級（社会階層）が現実だと思っているものは、その階級の状態に由来する。例えば資本家であるか労働階級に属するかに応じて、特にその階級に作用する経済的基礎との関連で、現実認知が変わる。古典的知識社会学理論を定式化したカール・マンハイムが提起した立場によれば、知識人は他の階級とは違って、社会的立場によって課される拘束から一定程度自由な、特殊な地位を占めている。
アントニオ・グラムシのヘゲモニー理論は、今日の社会構築主義理論にとって先駆であり、またそれを拡充してくれるものでもある。グラムシはマルクス主義者であり、階級間の不平等がどのようにして維持されるか、そしてその過程において認識が果たす役割は何か、といったことに興味を持っていた。マルクス自身も、階級構造の維持にとって認識が重要な役割を果たすということを認めていた。マルクスによれば、社会に広まっているイデオロギーは往々にして支配的階級のイデオロギーであり、社会構造からもたらされる虚偽意識
によってプロレタリアートが抑圧されている。以前のマルクス主義の論者がヘゲモニーを政治的イデオロギー的な主導権という意味で用いていたのに対して、グラムシはそれをイデオロギー的優位という意味に理解し、日常の常識的な認知をめぐるものにまで拡張させた。グラムシによれば、支配的階級の関心は政治やイデオロギーに反映されるだけではなく、常識扱いされる取るに足らない認知にも反映される。ブルジョワジーの関心を自然的で不可避なものとして擁護するある種の常識を受容することを通じて、プロレタリアートが支配されることに「同意」するのである。
ディスクールおよび（ディスクール形成）についてのミシェル・フーコーのよく知られた主張も、社会構築主義の理論に貢献すると思われる。

### 社会学における社会構築主義
ジークムント・フロイトとエミール・デュルケムの著作を範にして社会構築主義理論を応用した例として、宗教に関する研究がある。この考え方によれば、宗教の基礎には、人生の目的を欲するわれわれの意識がある。従って宗教は、客観的現実の隠された様相をわれわれに見せているのではなく、人間の必要に応じて社会的かつ歴史的な過程を経て構築されたものである。『聖なる天蓋』という著作で、ピーター・L・バーガーは宗教の社会的構築を描いている。
バーガーとルックマンの著作は知識社会学の諸分野に広範な影響を与えた。科学社会学の分野では、ドイツのカリン・クノール、フランスのブルーノ・ラトゥール、イギリスのバリー・バーンズ、スティーヴ・ウルガーなどが社会構築主義の考え方を応用して、科学が客観的真理だと簡単に片づけているものの社会的構築過程を明らかにしている。アメリカのアンドリュー・ピッケリングも同じ立場に立ち、『クオークの構築--粒子物理学の歴史社会学』という挑発的な題名の著書を著している。
また社会構築主義は、技術の社会的形成 (SST : Social Shaping of Technology) とか、技術の社会的構築 (SCOT : Social construction of technology) と呼ばれる研究流派にも影響を与えた。代表的な論者はオランダのウィーベ・ビヨケル、アメリカのトレヴォー・ピンチなど。さらに、ブリュノ・ラトゥールらのアクターネットワーク理論は、これら社会構築主義に属する研究が、「社会的なもの」の存在を自明視しており、モノによる「社会的なもの」の変容を扱っていない点を批判するとともに、人間と非人間の連関による科学的事実の「構築」の分析を行っているが、社会構築主義者のなかには、ケネス・ガーゲンなど、アクターネットワーク理論を積極的に摂取している者もいる。
社会構築主義はポストモダニズム運動の源泉のひとつとみなすことができる。また、カルチュラル・スタディーズの分野にも大きな影響を与えた。

## 批判・本質主義との対立
構築主義は本質主義との対立から生まれたと言って良い。本質主義は、デリダなどいわゆるポスト構造主義の研究者が批判する対象である。デリダは脱構築 (deconstruction) を主張し、社会の中の本質的な現実や、社会現象や意味は、人間が作り上げたものにすぎず、社会の中には本質的な実在は存在しないと主張する。しかしこのような立場では、多くの社会現象は具体的に分析不可能となり、考えること自体が無意味となってしまうと言える。
また、認知科学が尺度構成法や心理測定法という方法論をもとに1970年代のアメリカで大きく発展したのに対し、この主義は具体的な研究手法は何もない。ただ単に、研究者が自分の個人的体験という、偏ったデータをもとに考えるだけである。そのため限界のある研究法だとする批判が存在するし、この研究手法は既に時代遅れで、アメリカ社会学会では廃れつつあり、具体的な測定法や分析法はとくになく、極めて抽象的な哲学的議論のみとの批判がある。
これに対して、ケネス・J・ガーゲンは構築主義とは一つの観察方法なのであり、社会の全てが幻想であるとか実在は存在しないといった議論ではないと主張している。構築主義の立場は要するに「本質的で客観的な真理」は人間にとっては直接観察不能であり、何らかの枠組みによって観察されざるをえないのであるから、問題はどのような社会的枠組みに依拠しているのかといった足場に向かう議論であって、こうした議論は「実在それ自体」を否定しているわけではなく誤解であると反論した。